# 寺島達夫
寺島 達夫（てらしま たつお、1936年12月2日 - 1997年9月12日）は、日本の俳優。元プロ野球東映フライヤーズ投手でもあり、本名及びプロ野球選手時代の登録名は、寺島 達（てらしま とおる）。
東京都世田谷区出身。海城高等学校卒業。

## 来歴・人物
海城高等学校ではエースとして活躍。2年生の時に1954年秋季関東大会都予選準決勝に進むが、明治高に敗れる。翌1955年春季関東大会都予選でも準々決勝に進むが早大学院に敗退。同年夏の甲子園都予選は4回戦で東工大付に敗れた。
1955年、東映フライヤーズに入団。同年10月12日には毎日オリオンズを相手に初登板初先発を果たす。公式戦で1イニング3ホームランを喰らうなど成績は振るわず。その後は登板機会に恵まれず、1957年限りで退団。
1958年、俳優に転向し新東宝に入社。吉田輝雄・菅原文太・高宮敬二ら若手長身スターと共に「ハンサム・タワーズ」として売り出された。1959年、映画『東支那海の女傑』でデビュー。1960年、『性と人間』に主演。3年で12本に出演。1961年、新東宝の倒産に伴いテレビに進出。同年TBSの『ナショナルゴールデン劇場 / 青年の樹』に主演して人気を博し、1962年、松竹に迎えられ入社。
1963年、『河内の風より あばれ太鼓』『島育ち』『あらくれ荒野』『港に消えたあいつ』に主演。1964年、『犯罪のメロディー』『裸一貫』『戦場の野郎ども』に主演。主演映画が12本と次々に作られ、大いに期待されたが決定打に欠け、同年、松竹を退社しフリーになる。
1969年夏、日活がヤクザとお色気の題名から内容まで徹底的に東映作品のマネをした映画製作を始め、これが意外にウケて、東映の興行収入に影響が出てきたことから、日活の対抗策として東映に引き抜かれた。当時二児の父だった寺島は「セックス映画（東映ポルノ）は子供の教育上よくないので出たくない。でもヤクザ映画は別。スポーツを見るような爽快さがあるので、ボクは抵抗を感じない。このようなチャンスはそうないと思う。これでダメなら、俳優をやめる」と決意を述べた。1969年に『極悪坊主念仏 人斬り旅』『日本女侠伝 侠客芸者』『組織暴力 兄弟盃』 『関東テキヤ一家』『昭和残侠伝 人斬り唐獅子』『渡世人列伝』と6本のヤクザ映画に出演したが、以降は出演も途絶えたことから東映からの評価はあまり高くなかったものと見られる。その後は、役に恵まれず、テレビドラマで助演に回る。
1997年、大腸癌で入院し、9月12日に心不全で死去した。60歳没。
妻は松竹で一緒だった女優・葵京子。

## 詳細情報

### 年度別投手成績
| 年 度     | 球 団     | 登 板 | 先 発 | 完 投 | 完 封 | 無 四 球 | 勝 利 | 敗 戦 | セ 丨 ブ | ホ 丨 ル ド | 勝 率 | 打 者 | 投 球 回 | 被 安 打 | 被 本 塁 打 | 与 四 球 | 敬 遠 | 与 死 球 | 奪 三 振 | 暴 投 | ボ 丨 ク | 失 点 | 自 責 点 | 防 御 率 | W H I P |
| --------- | --------- | ----- | ----- | ----- | ----- | -------- | ----- | ----- | -------- | ----------- | ----- | ----- | -------- | -------- | ----------- | -------- | ----- | -------- | -------- | ----- | -------- | ----- | -------- | -------- | ------- |
| 1955      | 東映      | 1     | 1     | 0     | 0     | 0        | 0     | 0     | --       | --          | ----  | 11    | 2.2      | 2        | 0           | 1        | 0     | 0        | 1        | 0     | 0        | 0     | 0        | 0.00     | 1.13    |
| 1956      | 東映      | 1     | 0     | 0     | 0     | 0        | 0     | 0     | --       | --          | ----  | 13    | 3.0      | 3        | 2           | 1        | 0     | 0        | 0        | 0     | 0        | 2     | 2        | 6.00     | 1.33    |
| 通算：2年 | 通算：2年 | 2     | 1     | 0     | 0     | 0        | 0     | 0     | --       | --          | ----  | 24    | 5.2      | 5        | 2           | 2        | 0     | 0        | 1        | 0     | 0        | 2     | 2        | 3.00     | 1.24    |

### 背番号
- 49 （1955年）
- 39 （1956年 - 1957年）

## 主な出演

### 映画
- はだしの花嫁（1962年）
- 落第生とお嬢さん（1964年）
- 裸一貫（1964年）
- 戦場の野郎ども
- 女賭博師みだれ壺（1968年）
- 極悪坊主　念仏人斬り旅
- 日本女侠伝　侠客芸者
- 組織暴力　兄弟盃
- 関東テキヤ一家
- 昭和残侠伝　人斬り唐獅子
- 渡世人列伝 　東映京都

### テレビ
- ナショナルゴールデン劇場 / 青年の樹（1961年）
- テレビ指定席
  - しあわせ（1961年）
  - 頬打ち（1961年）
  - 祝福（1962年）
- 人生の四季 第32回「あべこべ」（1962年）
- ソフラン座 / 若い川の流れ（1962年、CX） - 曽根健助
- 芸術祭参加作品 / 可愛い恋人 現代のメルヘン（1962年）
- 丘は花ざかり（1963年）
- 東芝日曜劇場 / 雪の中の青春 飛ばせ無外（1963年）
- 東芝土曜劇場 / このデッカイ夢（1963年、CX）
- Uターン禁止（1963年 - 1964年、CX）
- ゼネラルアワー 美空ひばり劇場 第5回 - 第7回「神楽師」（1964年）
- 日産スター劇場
  - ばかな男（1964年）
  - 素晴らしきかな再婚（1965年）
  - お父さんの花嫁衣裳（1966年）
  - 近頃の若いやつ（1967年）
- ちよ銘仙（1964年）
- テレビ映画 / 青春をぶっつけろ!（1965年）
- 水銀の涙（1965年）
- 松本清張シリーズ / 鉢植を買う女（1966年）
- とし子さん（1966年）
- 木下恵介劇場 / 記念樹（1966年）
- 古賀政男自伝 我が心の歌（1966年）
- 光と雲と次男坊（1966年）
- 夏の夜の女シリーズ 第1回、第2回「さのさ節」（前編、後編）」（1966年）
- ブラザー劇場 / 新吾十番勝負（1966年 - 1967年）- 浜島庄兵ヱ
- 若さま侍捕物帖 第5話（1967年）
- 鞍馬天狗（1967年 - 1968年）
- ああ! 夫婦 第2シリーズ 第29話「仲良きことは美しきかな嗚呼」（1967年）
- 新婚さん 第16話「パリから電報です」（1967年）
- 島倉千代子歌謡シリーズ / 他国の雨（1967年） - 有馬亮介
- あゝ同期の桜 第24話「命ある限り」（1967年）
- 青島幸男のしまった! 第14話（1967年）
- 平四郎危機一発 第22話「悪党のメロディ」（1968年）
- 七人の刑事 第2シリーズ
  - 第349話「初恋」（1968年）
  - 第373話「黒い力学」（1969年）
- 日本剣客伝 第9話「沖田総司」（1968年）
- 銭形平次
  - 第136話「死人の罠」（1968年）
  - 第167話「献上氷秘話」（1969年） - 成田新八郎
  - 第242話「縛られ地蔵」（1970年）
- 大河ドラマ / 天と地と（1969年） - 中山朝信
- 旅がらすくれないお仙 第22話「先に行っちゃ、いや」（1969年）
- プレイガールシリーズ
  - プレイガール
    - 第8話「悪魔は女のどこに棲む」（1969年）
    - 第60話「女の火遊び」（1970年） - 三上
    - 第72話「スリラー 死霊の哭く家」（1970年） - 津上
    - 第166話「港で死んだ娘は鴎になった」（1972年） - 戸崎
    - 第198話「女が男を脱がす時」（1973年） - 庄田
    - 第231話「朝は裸と別れのとき」（1973年） - 糸川
    - 第247話「私の足は左利き」（1973年） - 石村
    - 第271話「浴槽の全裸死美人」（1974年） - 大文字正春
    - 第280話「怪談 悪魔のような凄じい女」（1974年） - 柿崎透

  - プレイガールQ
    - 第1話「命知らずの化け猫たち」（1974年） - 西
    - 第16話「ゴルフ場の謎の怪事件」（1975年） - 椎山定夫
    - 第32話「女は裸で虚々実々」（1975年） - 中尾
    - 第40話「プレイガールシリーズ300回記念作品 東京エマニエル夫人」（1975年） - 友情出演
    - 第49話「ポルノ女優連続殺人事件」（1975年） - 平信人
    - 第53話「全裸で消された謎の女」（1975年） - 立花保
    - 第54話「男の弱みに強い女」（1975年） - 篠原泰三
    - 第58話「ラブ・ホテル殺人事件」（1975年） - 特別出演
- 緋剣流れ星お蘭 第2話「もえた報いよ!」（1969年）
- サインはV 第25話（1970年）
- 江戸川乱歩シリーズ 明智小五郎 第20話「恐怖の毒蜘蛛 芋虫より」（1970年）
- 親ばか子ばか 第2話「春の淡雪サアラサラ」（1971年）
- 木下恵介・人間の歌シリーズ / 風は激しく（1971年）
- 雪の喪章（1971年）
- 弥次喜多隠密道中 第17話「桑名の風来坊（桑名）」（1972年）
- 白雪劇場 / 父子鷹（1972年）
- 大江戸捜査網 第73話「血煙り代官屋敷」（1972年） - 留吉
- 特別機動捜査隊 第557話「芸者雪子の場合」（1972年）
- 必殺仕掛人 第15話「人殺し人助け」（1972年） - 留中孫三郎
- ライオン奥様劇場 / 落城の舞い（1972年）
- 隼人が来る 第21話「黒い罠」（1973年） - 清次
- ご存知時代劇 / 伊豆の佐太郎（1973年）
- 荒野の用心棒 第3話「兇弾は女地獄に炸裂して…」（1973年） - 岩佐重政
- 子連れ狼
  - 第一部 第16話「牙の夜」（1973年）
  - 第二部 第23話「生前香典」（1974年）
- 伝七捕物帳 第19話「情が結ぶ三味の糸」（1974年） - 与四郎
- 非情のライセンス 第2シリーズ 第72話「兇悪の密告」（1976年） - 加島
- たぬき先生騒動記（1976年） - 横井先生
- ベルサイユのトラック姐ちゃん 第3話「ベルトラ姐ちゃん大進撃!」（1976年）
- 金曜ドラマ / あにき（1977年） - 長吉
- 西部警察シリーズ
  - 西部警察
    - 第20話「爆発ゾーン」（1979年） - 中根謙二
    - 第31話「新人・リューが翔んだ!!」（1980年） - 伊丹博
    - 第48話「別離のブランデーグラス」（1980年） - 合田

  - 西部警察 PART-III 第46話「冬の軍団長」（1984年） - 野上
- 土曜ワイド劇場 / 二重結婚 すりかわった女（1980年）
- ぼくら野球探偵団（1980年） - 謎の男
  - 第2話「ねらわれた豆本」
  - 第4話「赤マント 人気まんが家誘拐作戦」
  - 第7話「赤マントが狙った寝小便ぶとん」 - 第11話「赤マント 世界ちん記録を盗む」
- 土曜ナナハン学園危機一髪 「もうさみしくなんかないぞ」（1980年）
- 太陽にほえろ!
  - 第413話「エーデルワイス」（1980年） - 柴浩一郎
  - 第479話「怒りのラガー」（1981年） - 須崎
- ウルトラマン80 第22話「惑星が並ぶ日 何かが起こる」、第24話「裏切ったアンドロイドの星」（1980年） - ニシハラ主任
- ドラマスペシャル / ザ・商社 第3話「セント・ジョーンズの神話」、第4話「日本の中の異邦人」（1980年）
- 太陽戦隊サンバルカン 第7話「野獣バッターと涙」（1981年） - 高瀬監督
- プロハンター 第11話「泥棒紳士」（1981年）
- 火曜サスペンス劇場 / たそがれに標的を撃て（1982年） - 桜井邦臣（検事）
- 特捜最前線 第291話「わらの女・哀愁の能登半島!」、第292話「わらの女II 風に乗る御陣乗太鼓!」（1982年）